# Вор (Секретные материалы)
«Вор» (англ. «Theef») — 14-й эпизод 7-го сезона сериала «Секретные материалы», главные герои которого — Фокс Малдер (Дэвид Духовны) и Дана Скалли (Джиллиан Андерсон), агенты ФБР, расследующие сложно поддающиеся научному объяснению преступления, называемые «Секретными материалами». В данном эпизоде Малдер и Скалли расследуют обстоятельства смерти тестя известного врача, который был найден со словом «Theef», написанным его кровью на стене. В ходе расследования Малдер начинает подозревать в убийствах колдуна, который угрожает всей семье врача. Эпизод является «монстром недели» и никак не связан с основной «мифологией сериала», заданной в пилотной серии.
Премьера состоялась 12 марта 2000 года на телеканале FOX. В США серия получила рейтинг домохозяйств Нильсена, равный 7,4, который означает, что в день выхода серию посмотрели 11,91 миллиона человек. Эпизод выиграл премию «Эмми» 2000 года в номинации «Лучший грим».

## Сюжет
Доктор Роберт Уидер возвращается с семьёй домой с торжественного вечера, где он получил награду «Врач года». Тесть Уидера, Ирвинг, перед сном обнаруживает на своей постели кучку грязи в форме человечка. Той же ночью Уидер находит тестя повешенным. На стене рядом с мертвецом его кровью написано слово «Вор».
Исследуя место преступления на следующий день, Малдер замечает кладбищенскую землю на постели Ирвинга. Агент предполагает, что смерть Ирвинга была вызвана колдовством худу. Вскрытие показывает, что Ирвинг страдал от болезни куру, встречающейся лишь среди аборигенов Новой Гвинеи. На основании этого Скалли заключает, что Ирвинг страдал от разрушения мозга и совершил самоубийство, разрезав себе горло, сделав надпись кровью на стене, а потом повесившись. Позже выясняется, что пропало семейное фото Уидеров, которое оказывается в руках у мужчины по имени Орелл Питти. Питти вырезает лица из фотографий, складывая их в самодельные куколки. Вскоре Жена доктора Уидера теряет сознание, и её увозят в больницу, в то время как у женщины появляются тёмные пятна на лице. Питти в это время стоит возле бассейна Уидеров, что-то шепча куколке.
Питти навещает Уидера в больнице, намекнув, что он несёт несчастья семье доктора, но отказывается объяснять причины своего поведения, назвав лишь имя «Линетт Питти». Уидер проверяет базу данных пациентов, но не находит там Линетт Питти, подозревая, что она была записана как Джейн Доу. Эксперт по оккультизму объясняет Малдеру, что колдун должен получать колдовскую силу от некоего талисмана, а для наведения порчи нужно внутрь куколки положить кровь, волосы и фото человека. Отправившись в больничный кафетерий, Питти кладет куколку с фотографией жены Уидера в микроволновку, и женщина сгорает до смерти внутри томографа. На её груди обнаруживается выжженное слово «Вор». Доктор Уидер рассказывает агентам, что нашел запись о безымянной пациентке, которая сильно пострадала в аварии, и, чтобы как-то облегчить её страдания, он непреднамеренно подверг её эвтаназии передозировкой морфина. Малдер полагает, что колдун — отец девушки, и он мстит Уидеру за то, что тот «украл у него дочь». Малдер решает эксгумировать тело девушки, но гроб оказывается пуст.
Хозяйка дома, где Питти снимает квартиру, проникает к нему в поисках мази для спины, которую тот приготовил для нее ранее, и находит труп Линетт в постели. Вернувшийся Питти подвергает женщину необычной болезни, о которой местная телекомпания делает телерепортаж. Случайно услышав его, Малдер прибывает в дом Питти, но колдун исчез, забрав голову дочери. Скалли отвозит Уидера и его дочь в безопасное место, но Питти находит их там. Ослепив Скалли при помощи колдовства, Питти пытается убить доктора. Спешно прибывшему Малдеру удается вернуть Скалли зрение, и она стреляет в Питти. Позже становится известно, что Питти впал в кому, а тело Линетт было отвезено на родину, в Западную Виргинию.

## Производство

### Сценарий
Сценарий к «Вору» написали Фрэнк Спотниц, Джон Шибан и Винс Гиллиган за рождественский отпуск, после того, как предыдущий сценарий был отвергнут студией в последнюю минуту. Перебрав несколько вариантов, сценаристы остановились на сюжете, в котором традиционная медицина сталкивается с медициной народной и колдовством. Гиллиган шутил, что его включили в сценарную команду к этому эпизоду, так как он южанин, и он был наиболее близок к «деревенщине» из всей съёмочной группы. Написание сценария продвигалось с трудом из-за сжатых сроков и сложностей в развитии сюжета. Фрэнк Спотниц позднее отмечал, что сюжет стал трансформироваться в что-то подобное ситуации из «Мыса страха», но все же сценарий был закончен в конце декабря 1999.

### Съёмки
Согласно Крису Картеру, актерский состав был очень хорошо подобран, а кастинг Билли Драго на роль Орелла Питти стал «особой удачей». Тем не менее, по воспоминаниям Кима Мэннерса, съёмки продвигались тяжело для всех членов съёмочной группы из-за недостатка времени для подготовки. Сценарий группе был предоставлен поздно, и во время съёмок приходилось часто импровизировать. По мнению Мэннерса, эпизод «получился» лишь в пост-производственный период, во время монтажа. Также Мэннерс упоминал, что хотя в титрах в качестве режиссера указано лишь его имя, Роб Боумен заменял его на этой должности, когда Мэннерс выбыл на день из-за болезни.
Чери Монтесанто-Медкэф, гримёр сериала, высоко отзывалась о качестве грима, сказав, что завершённый образ Билли Драго выглядел «поистине жутким». Работа гримёров принесла сериалу победу в номинации «Лучший грим» на церемонии «Эмми» в 2000 году

## Комментарии
1. ↑  Подразумевается «Вор», но слово «Theef» содержит орфографическую ошибку; правильное написание слова «вор» на английском — «thief»